# Union des travailleurs communistes libertaires
L'Union des travailleurs communistes libertaires (UTCL) fut créée en 1976, après une exclusion de l'Organisation révolutionnaire anarchiste. Elle fut active jusqu'en 1991, année où elle se fondit dans Alternative libertaire.

## Historique

### Origines

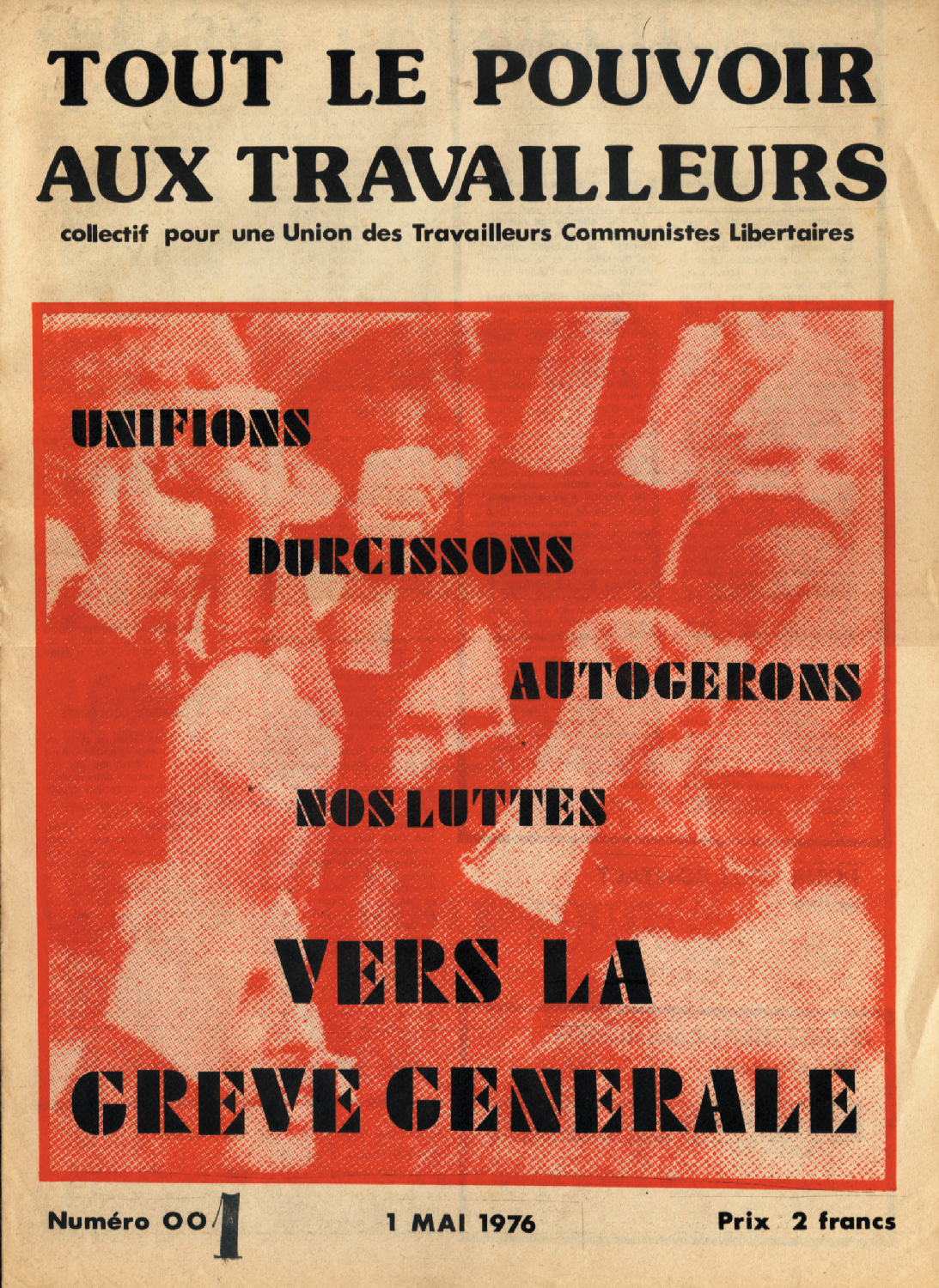
Tout le pouvoir aux travailleurs no 1 (1er mai 1976)

À la suite des grandes grèves de 1974 dans les banques, les PTT et le rail, se forma au sein de l'Organisation révolutionnaire anarchiste (ORA) une tendance ouvriériste et syndicaliste révolutionnaire, nommée Union des travailleurs communistes libertaires (UTCL).
Cette tendance UTCL, principalement animée par de jeunes postiers, cheminots et électriciens CFDT, reprochait à l'ORA sa dérive gauchiste et antisyndicaliste qui l'éloignait du militantisme en entreprise. L'UTCL voulait réancrer l'anarchisme dans le mouvement ouvrier et dans le syndicalisme.
À son congrès de Pâques 1976 à Orléans, l'ORA décida d'exclure la tendance UTCL, avant de se rebaptiser Organisation communiste libertaire (OCL).

### Le regroupement des débuts

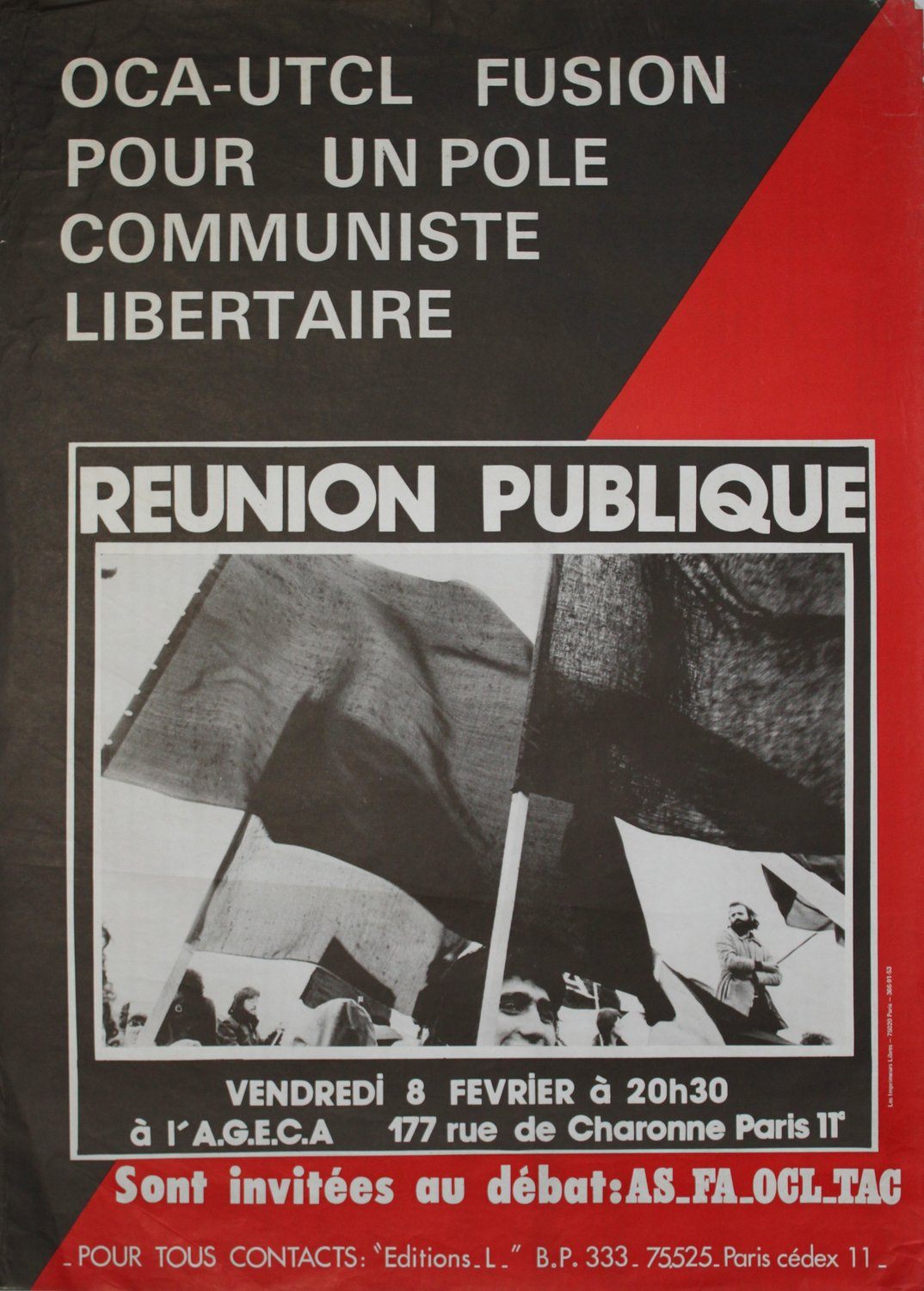
Affiche annonçant la fusion de l'OCA et de l'UTCL (1980)

Après son exclusion, et jusqu’en mars 1978, la tendance UTCL se mua en « Collectif pour une UTCL » et tâcha de rassembler les groupes locaux et militants individuels susceptibles de se retrouver sur ses positions. Des négociations d’unification eurent également lieu, en 1977, avec une structure ayant un profil similaire, l’Alliance syndicaliste, mais sans aboutir.
C’est en mars 1978 que se tint le Ier congrès de l'UTCL, où elle se constitua en organisation à part entière. Elle s’organisa alors par secteurs professionnels (rail, banques, métallurgie, éducation, etc.).
En 1979, l’UTCL négocia l’entrée en son sein de l'Organisation Combat anarchiste (OCA). La fusion fut actée au IIe congrès de l’UTCL, en novembre 1979. Peu après, l'UTCL reçut l'adhésion de Georges Fontenis (ex-FCL, ex-MCL) et de Daniel Guérin (ex-ORA).

### Rôle dans le syndicalisme de lutte

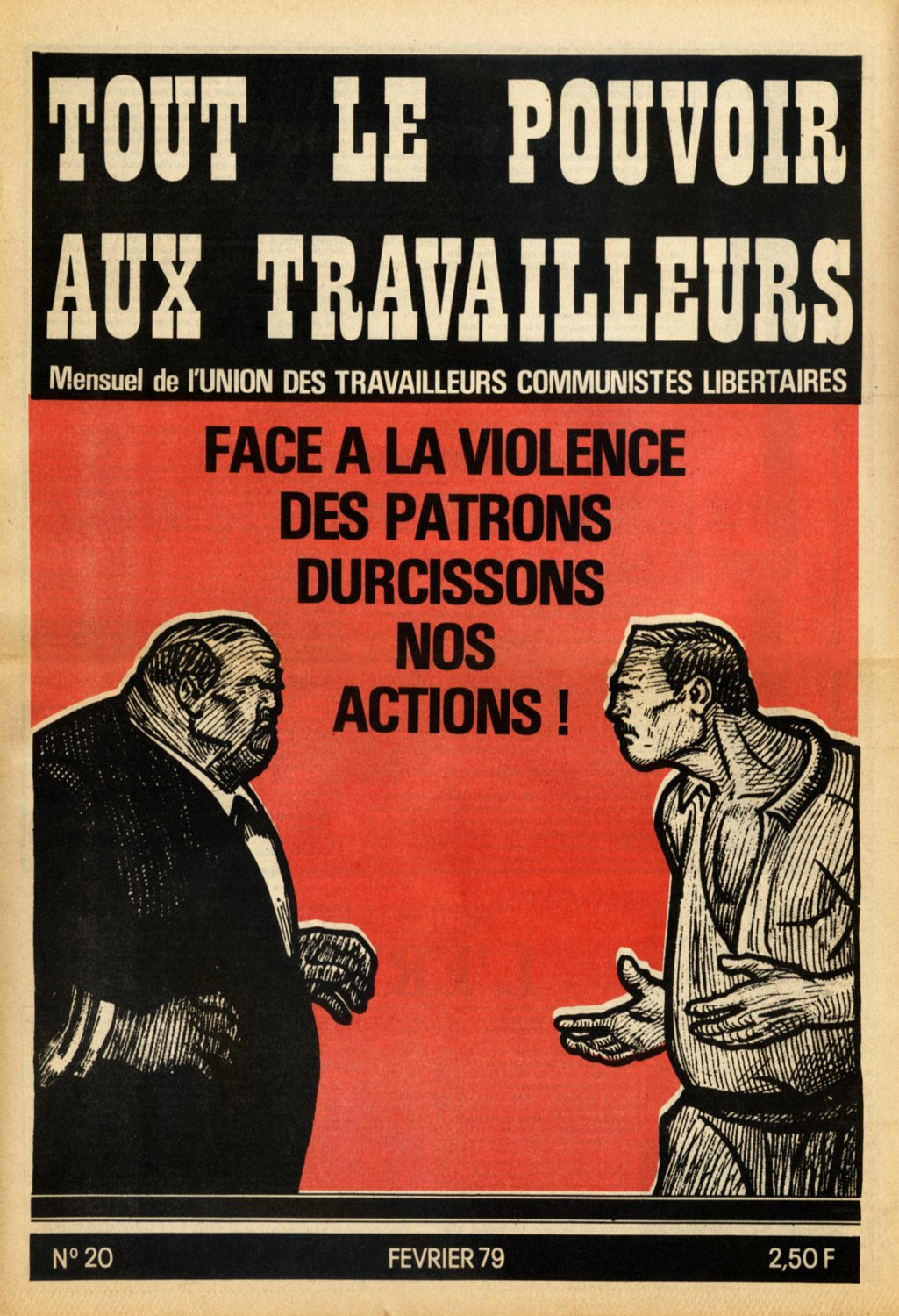
Tout le pouvoir aux travailleurs no 20 (février 1979)

Le noyau initiateur de l’UTCL se trouvait au centre de tri de Paris-Brune, surnommé « le Billancourt des PTT », autour de Patrice Spadoni et de Thierry Renard, syndicalistes CFDT et animateurs du Postier affranchi, bulletin de secteur de l’ORA, puis de l’UTCL. En 1988, les postiers de l’UTCL seront actifs dans les grèves qui entraîneront l'exclusion de plusieurs syndicats combatifs par la direction de la CFDT, et la naissance de SUD-PTT.
En 1986, les cheminots de l'UTCL, dont Henri Célié, Michel Desmars et Christian Mahieux, syndicalistes à la CFDT-Cheminots, jouèrent un rôle important dans l’animation des grèves de l'hiver à la SNCF, qui virent apparaître pour la première fois des coordinations de grévistes. On devait les retrouver dix ans plus tard dans la fondation du syndicat SUD-Rail.
Lors de son IVe congrès en 1986, est adopté le Projet communiste libertaire, exprimant la doctrine communiste libertaire porté par l'UTCL avec des apports venant de leur expérience pratique et théorique. Aboutissant entre autres à l’élaboration d’une stratégie de contre-pouvoir et à l'intégration de la méthode d'analyse matérialiste dialectique.
En 1987, des militants de l'UTCL comme Marco Sazzetti et Clotilde Maillard participèrent au déclenchement de la vaste grève des instituteurs et institutrices contre les « maîtres-directeurs », à la tonalité très anti-hiérarchique. On devait les retrouver neuf ans plus tard à la fondation du syndicat SUD-Éducation.
En 1989, les militants UTCL du secteur aérien étaient présents dans la grève « radicale et ludique » des mécaniciens d'Air France,.
Globalement, l'UTCL et sa mouvance furent très impliqués dans l’animation de la gauche CFDT, opposée au « recentrage » de la confédération dans les années 1980. Ses militantes et militants participèrent activement à l'émergence du syndicalisme alternatif qui allait se traduire par la création de nouveaux syndicats radicaux (SLT à Usinor-Dunkerque, SNPIT à Air Inter, CRC dans la santé, SUD aux PTT…).

### Solidarité avec la dissidence ouvrière à l’Est

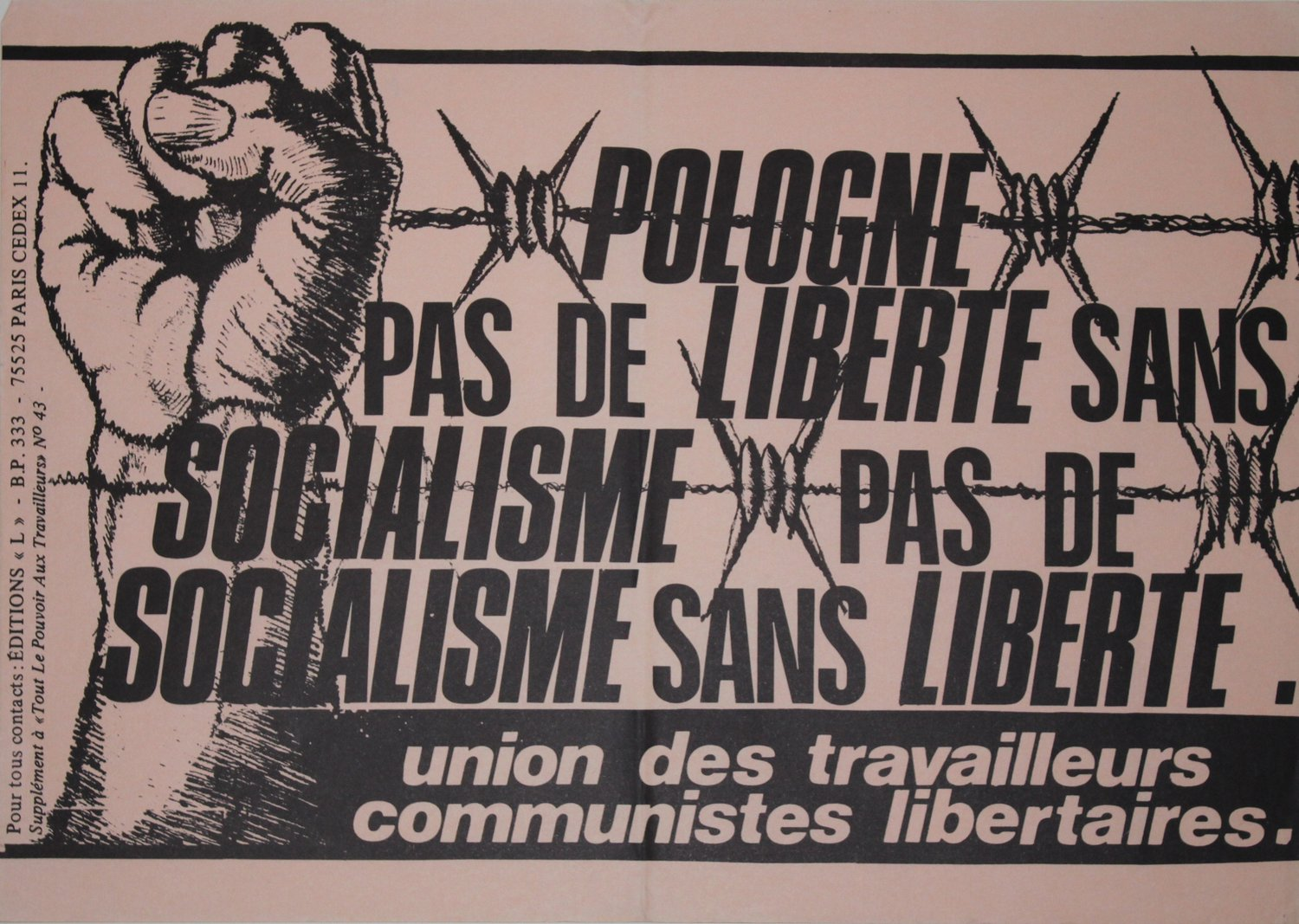
Affiche UTCL de solidarité avec la Pologne (1980)

Au début des années 1980, l’UTCL fut active dans la solidarité avec les dissidences ouvrières dans les pays du bloc soviétique, relayées entre autres par la revue libertaire Iztok.
En 1980, l’UTCL organisa ainsi une tournée de meetings avec Viktor Fainberg et Vladimir Borissov, deux représentants du SMOT (syndicat libre interdit en URSS) réfugiés en France. A la même époque, ses militants participèrent à l’appui logistique à Solidarność, alors en butte à la répression de l’État polonais.
Cette activité culmina avec l’organisation du colloque « Cronstadt 1921-Gdansk 1981, soixante ans de résistance au capitalisme d’État », à Paris, associant des historiens (Marc Ferro, Daniel Guérin, Henri Arvon, Jean Barrué, Jacques Baynac, Arthur Lehning, Frank Mintz, Boris Souvarine, David Rousset…), des vétérans révolutionnaires (Marcel Body, Ante Ciliga) et des dissidents de l’Est (le Bulgare Kiril Yanatchkov, le Roumain Mihnea Berindei, le Hongrois Pierre Kende, les Russes Viktor Fainberg et Vladimir Borissov…).

### Implication dans les luttes antiracistes et anticolonialistes

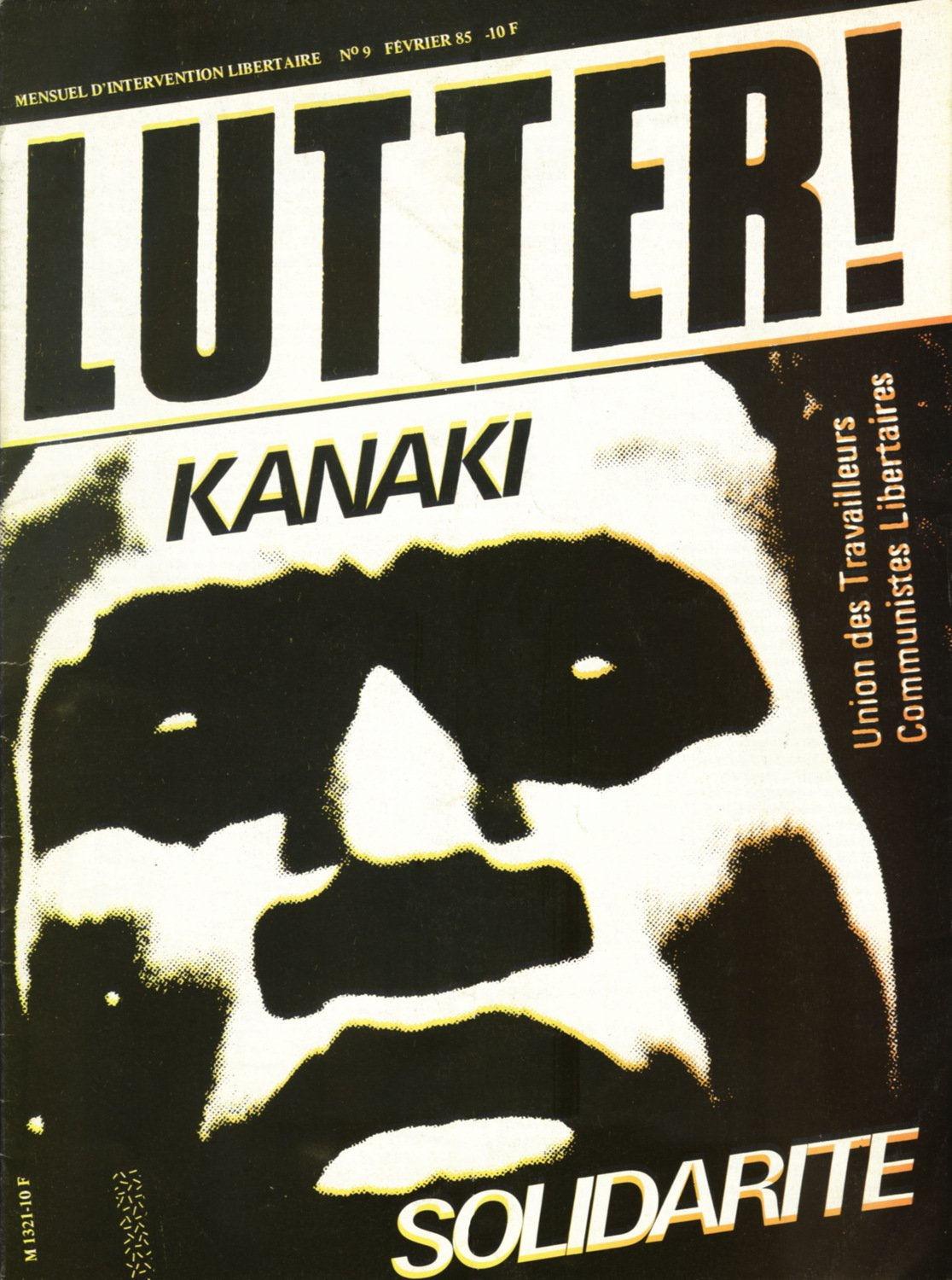
Lutter! no 9 (février 1985)

En 1983, l’UTCL soutint la Marche pour l’égalité mais c’est surtout en 1984 qu’elle s’impliqua dans la seconde marche, dite des « Rouleurs pour l’égalité » (Convergence 84). C’est dans cette dynamique qu’une nouvelle génération rejoignit l’UTCL.
Ces jeunes militantes et militants devaient, deux ans plus tard, dans la fièvre des luttes anti-Devaquet, impulser le Collectif jeunes libertaires (CJL), autonome mais associé à l'UTCL.
En 1985-1988, l’UTCL s’impliqua fortement dans le soutien aux indépendantistes kanak, soit en tant que telle, soit via l’Association d’information et de soutien aux droits du peuple kanak (AISDPK). Selon le témoignage d’une ancienne militante, « quand Jean-Marie Tjibaou, le président du FLNKS, venait en France pour tenir des meetings, l’AISDPK assurait la coordination. Et c’est toujours l’UTCL qui était chargée du SO rapproché de Tjibaou. »

### Rapport à l’électoralisme
Au moment des législatives de mars 1978, l’UTCL mena une campagne abstentionniste en association avec l’Organisation Combat anarchiste (OCA). Leur plateforme « Pour une alternative révolutionnaire » fut également signée par le groupe Combat communiste (CC).
Pour la présidentielle de 1981 en revanche, l’UTCL fit un pas de côté et préconisa « Pas une voix ouvrière à la droite, pas une illusion pour la gauche ! La solution est ailleurs… elle est dans nos luttes ! »
Lors de la présidentielle de 1988, enfin, l’UTCL, sans appeler à voter pour le candidat de « gauche alternative » Pierre Juquin, participa de façon critique aux « comités d’initiative et de soutien » qui avaient fleuri dans le cadre de cette campagne.

### Dépassement de l’UTCL dans Alternative libertaire
À partir de 1988, l’UTCL fit le pari de s’autodépasser au sein d’un rassemblement des communistes libertaires. En mai 1989 fut rendu public un « Appel pour une alternative libertaire » cosigné par plus de 150 personnes issues de différents horizons du mouvement : UTCL, OCL, TAC, COJRA, revue Noir et Rouge…
Un processus d’unification débuta alors, qui conduisit à la fondation, en mai 1991, d’Alternative libertaire. L’UTCL et le Collectif jeunes libertaires (CJL) décidèrent alors de s’y autodissoudre.

## Liens externes

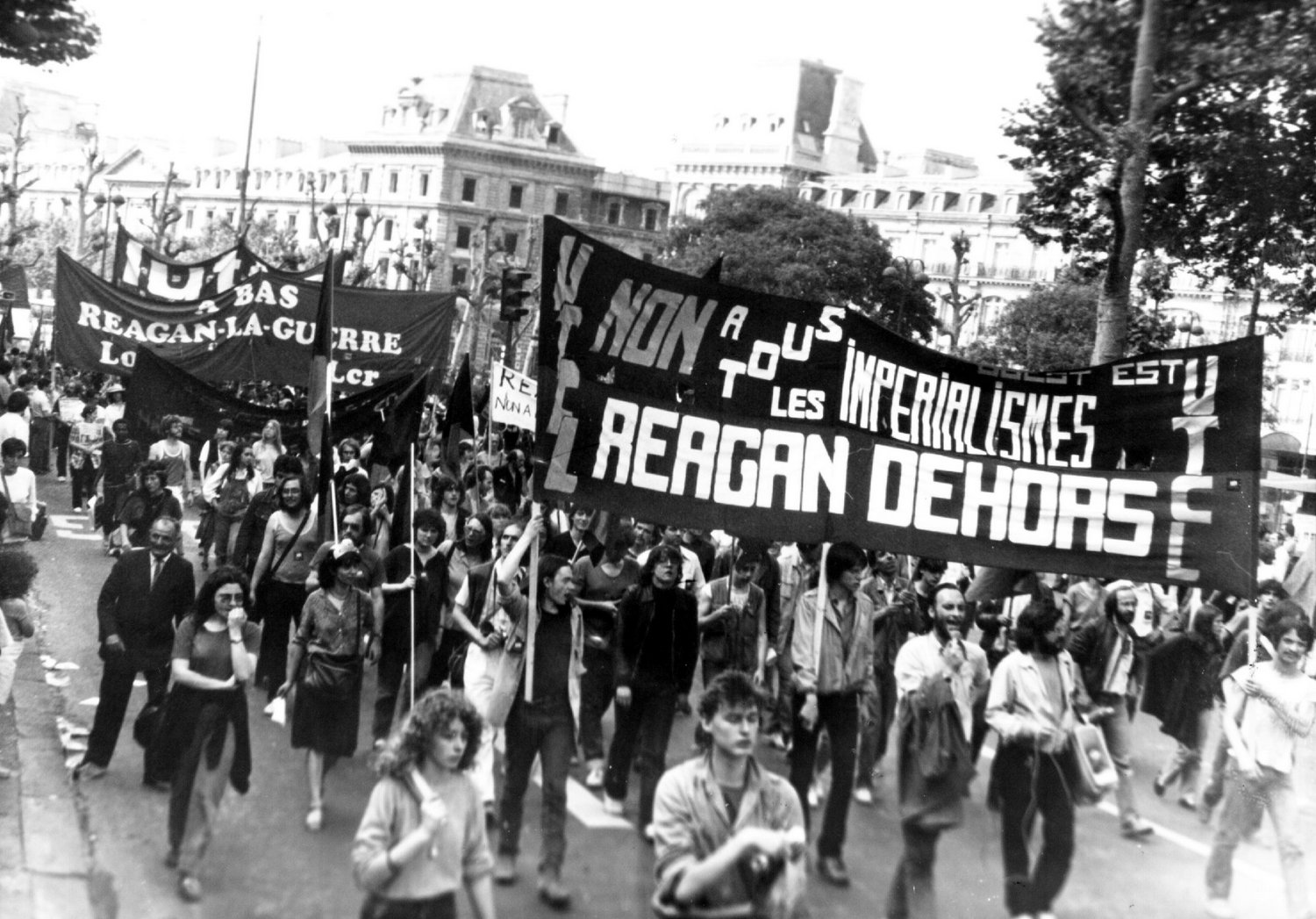
L'UTCL à la manifestation parisienne du 5 juin 1982 contre la visite de Ronald Reagan en France.